# Guye Adola
Guye Adola Imeno, né le 20 octobre 1990, est un athlète éthiopien.

## Carrière
Guye Adola remporte deux médailles de bronze, en individuel et par équipe, aux Championnats du monde de semi-marathon 2014 à Copenhague.
Il est vainqueur du semi-marathon Rome-Ostie en 2017 et en 2019 et deuxième du marathon de Berlin 2017.
Il remporte le marathon de Berlin en 2021.
Il termine deuxième du Marathon de Paris 2023 en 2 h 07 min 35 s